# Nikolaus Doxat
Nikolaus Doxat, švicarsko-avstrijski general in vojaški inženir, * 3. november 1682, † 20. marec 1738.